# アリー・セリンジャー
アリー・セリンジャー（Arie Selinger、1937年4月5日 - ）は、ポーランド出身のユダヤ系バレーボール指導者である。イリノイ大学で運動生理学博士号を取得。
現ヴィクトリーナ姫路監督のアヴィタル・セリンジャーは息子。

## 来歴
- 1942年から1945年をベルゲン・ベルゼン強制収容所で過ごし、その後パレスチナに移住した[1]。
- 現役時代はイスラエルでバレーボール選手として活躍、1956年世界選手権にイスラエル代表のセッターで出場した。
- 引退した後は指導者に転じ、1984年ロサンゼルス五輪では米国女子を、1992年バルセロナ五輪ではオランダ男子を率いて、それぞれ銀メダルに導いた。
- 1989年に来日し、ダイエーオレンジアタッカーズ監督に就任し、山内美加等の選手を育てた。10年間でVリーグ、黒鷲旗など6度のタイトル獲得に導いた。
- 2000年、Vリーグ昇格を決めたパイオニアレッドウィングス監督に就任。戦力補強を進めて2003-04シーズンにVリーグ初制覇を成し遂げると、2005-06にも優勝を飾るなど、強豪に育て上げた。2006年を以って退任。
- 1995年にはバレーボール殿堂入りを果たしている[2]。

## 所属チーム
選手
- イスラエル男子代表（1954-1963年）

指導者
- イスラエル女子代表（1965-1969年）
- アメリカ合衆国女子代表（1975-1984年）
- オランダ男子代表（1985-1992年）
- ダイエー・オレンジアタッカーズ（1989-1999年）
- パイオニアレッドウィングス（2000-2006年）
- イスラエル女子代表（2007-2016年）
- マッカビ・テルアビブ（2018-2020年）
- マッカビ・アシュドッド（2021-2022年）

## エピソード
- ダイエー時代にゼッターランド、満永の2セッターで1999年の全日本選手権を制したときには「全日本の監督がやりたい。」と発言したが実現しなかった。

## 関連書籍
- 吉井妙子 『サバイバー─名将アリー・セリンジャーと日本バレーボールの悲劇』 （講談社） 2008年　ISBN 406214901X